# Serges Deblé
Serges Deblé (Anyama, 1º ottobre 1989) è un calciatore ivoriano, attaccante dell'USSA Vertou.

## Carriera

### Club
Inizia la propria carriera nel settore giovanile dell'ASEC Mimosas, con cui esordisce anche in prima squadra nel massimo campionato ivoriano e gioca 4 partite di CAF Champions League nel 2006. Si trasferisce in seguito al Charlton, in Inghilterra, con cui non gioca però nessuna partita ufficiale; in seguito passa in prestito prima all'Angers e poi al Nantes, totalizzando rispettivamente 32 presenze ed 1 gol e 24 presenze ed 1 gol, sempre in Ligue 2; nel 2012 si trasferisce al Khimki, nella massima serie russa, con cui gioca 9 partite di campionato senza segnare. A fine stagione si trasferisce in prestito allo SKA-Ėnergija, sempre in Russia ma in seconda serie; dopo un ulteriore periodo al Khimki, nel quale gioca 9 partite segnando anche una doppietta, nell'estate 2013 passa allo Shirak Gyumri, club campione d'Armenia in carica, con cui vince una Supercoppa armena e segna un gol all'esordio; nella sua terza presenza, il 31 agosto 2013, segna una doppietta sul campo dell'Ulisses. Nella stagione 2014-2015 il 3 luglio 2014 ha segnato un gol nella partita di andata del primo turno preliminare di Europa League; dopo aver giocato da titolare anche nella gara di ritorno sette giorni più tardi, è stato ceduto ai danesi del Viborg. Fa il suo esordio con la nuova maglia il 31 agosto 2014 nella partita di campionato pareggiata per 1-1 in casa contro il Roskilde, nella quale subentra ad un compagno al 53'. Il successivo 7 settembre gioca la sua prima partita da titolare, nell'incontro di campionato pareggiato per 2-2 in casa contro il Fredericia; nell'occasione segna anche una doppietta.
Nell'estate del 2017 si trasferisce al Meizhou Kejia, formazione della seconda divisione cinese; l'anno seguente si trasferisce ad Hong Kong. Nella stagione 2021-2022, dopo un breve ritorno al Viborg nella seconda divisione danese, gioca nella prima divisione armena prima con l'Ararat e poi con il P'yownik, con cui vince anche il campionato; in questa stagione è inoltre capocannoniere del campionato armeno con 21 reti; a fine stagione si trasferisce al Tobyl, club della prima divisione kazaka. Nella stagione 2024-2025 realizza 10 reti in 26 presenze nella prima divisione armena nuovamente al P'yownik, per poi nell'estate del 2025 trasferirsi nella quinta divisione francese all'USSA Vertou.

### Nazionale
È stato tra i convocati della selezione del suo Paese nel Campionato africano di calcio Under-20 svoltosi nel 2009; ha inoltre giocato 6 partite con la nazionale Under-23, segnando anche una rete; sempre con l'Under-23 ha preso parte al Campionato africano di calcio Under-23 2011, nel quale la sua nazionale è stata eliminata al termine della fase a gironi.

## Palmarès

### Club

#### Competizioni nazionali
- Campionato ivoriano: 2

ASEC Mimosas: 2005, 2006
- Coppa della Costa d'Avorio: 3

ASEC Mimosas: 2005, 2007, 2008
- Coppa Félix Houphouët-Boigny: 2

ASEC Mimosas: 2007, 2008
- Supercoppa d'Armenia: 1

Shirak Gyumri: 2013
- Campionato armeno: 2

P'yownik: 2021-2022, 2023-2024

### Individuale
- Capocannoniere del campionato armeno: 1

2021-2022 (22 reti)